# Sam Sarpong
Pour les articles homonymes, voir Sarpong.
Samuel Osei Sarpong, Jr. dit Sam Sarpong, né le 19 décembre 1974 à Londres (Royaume-Uni) et mort à Pasadena (Californie) le 26 octobre 2015, est un acteur, animateur de télévision et mannequin britannico-américain.

## Biographie
Sam Surpang est un mannequin et acteur britannique, né le 19 décembre 1974.
Après 7 heures de négociation avec sa famille et les pompiers de Los Angeles au bord d'un pont de cette même ville, il met fin à sa vie le 26 octobre 2015 l'âge de 40 ans.